# Fusil Murata
El Murata (村田銃) fue el primer fusil militar de producción japonesa, adoptado en 1880 como el Murata Tipo 13. El número 13 se refiere a la fecha de su adopción, el año 13 de la Era Meiji, según el calendario japonés.

## Desarrollo
El desarrollo de esta arma fue muy largo ya que involucró el establecimiento de una adecuada estructura industrial que lo hiciera posible. Antes de fabricar un arma propia, el primigenio Ejército Imperial Japonés había confiado en varios modelos importados desde la época de la Guerra Boshin, especialmente el Chassepot, el Snider-Enfield y el Spencer. Esto fue alrededor de 300 años después de que Japón desarrollara su primera arma de fuego, el Tanegashima o Nanban, derivada de diseños portugueses.
La experiencia de combate en la Guerra Boshin enfatizó la necesidad de un diseño estándar y el Ejército japonés quedó impresionado por el cartucho metálico del fusil Gras. El Murata fue inventado por el Mayor Tsuneyoshi Murata, oficial del Ejército Imperial Japonés. Adoptado en el decimotercer año de reinado del Emperador Meiji, el fusil fue designado como Tipo 13 y entró en producción en 1880 como el fusil monotiro de cerrojo Tipo 13 de 11 mm.
Mejoras superficiales, tales como rieles para bayoneta y configuraciones menores, llevaron a la redesiganción del Tipo 13 como Tipo 18 en 1885. Otras modificaciones hechas ese mismo año incluían cargadores internos fijos y tubulares, que dieron lugar al fusil Tipo 22, que empleaba un cargador tubular y era de calibre 8 mm. El Tipo 22 sería el primer fusil militar japonés en emplear cartuchos con pólvora sin humo y entró en servicio en 1889.
Se produjeron tres modelos de bayonetas para los fusiles: La Tipo 13 y la Tipo 18 eran empleadas con los fusiles monotiro, mientras que la Tipo 22 era compatible con las variantes de repetición.

## Historial de combate

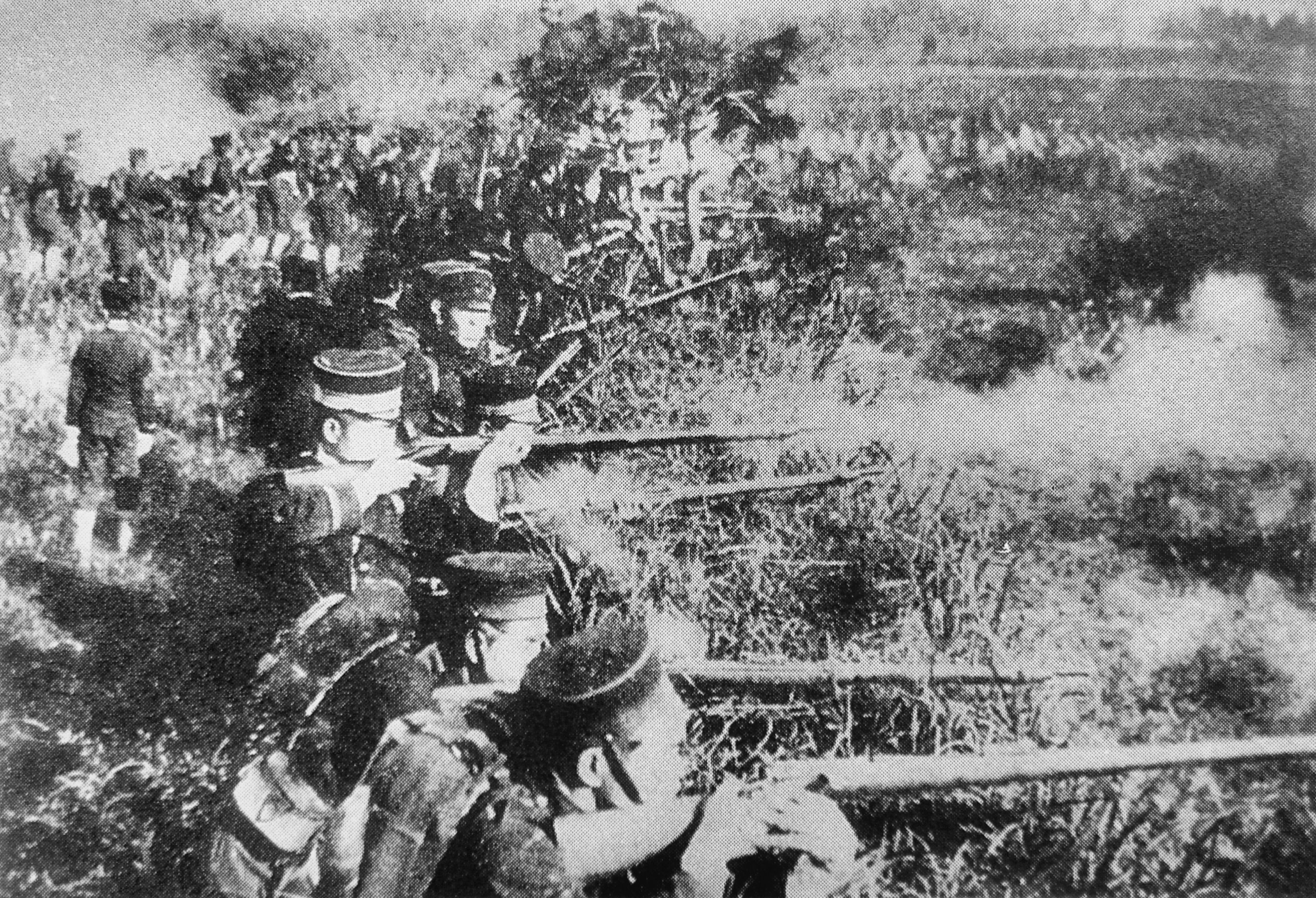
Soldados japoneses equipados con fusiles Murata durante la Primera guerra sino-japonesa.

El fusil Murata fue el arma de Infantería estándar del Ejército Imperial Japonés durante la Primera guerra sino-japonesa (1894-1895) y en el Levantamiento de los bóxers. El Ejército Imperial Japonés rápidamente observó que incluso el diseño mejorado del Tipo 22 tenía varios defectos y problemas técnicos. Basándose en la experiencia de combate de la Primera guerra sino-japonesa, se tomó la decisión de reemplazarlo con el Tipo 30, que había sido diseñado en 1898 y que también empleaba cartuchos con pólvora sin humo. Sin embargo, debido a una insuficiente producción, varias unidades de Infantería de reserva enviadas al frente durante las etapas finales de la Guerra ruso-japonesa aún estaban equipadas con el fusil Tipo 22.
Los revolucionarios filipinos buscaban comprar armas y el fusil Murata era generalmente propuesto. Estos fusiles iban a ser obtenidos mediante contrabando, bajo la cubierta de un supuesto préstamo. Sin embargo, no hay registro histórico claro sobre cualquier contrabando de armas exitoso que hubiese ocurrido. Hay ciertos indicios que personas importantes fueron arrestadas bajo sospecha de intentar comprarlos en Japón.
Andrés Bonifacio intentó obtener fusiles Murata a través del silvicultor japonés Nakamura Yaroku para equipar al Katipunan a fin de igualar la potencia de fuego de las fuerzas coloniales españolas y estadounidenses en Filipinas. Los fusiles fueron enviados desde Japón con la aprobación de Kawakami Soroku, a bordo del Nunobiki Maru. Sin embargo, el barco fue destruido por un tifón cerca de la costa de Taiwán.
Se presume que fueron utilizados por el Ejército del Kuomintang en la invasión de Manchuria, ya que las fuerzas japonesas capturaron más de 72.000 unidades de una fábrica de la zona. Más adelante, serían entregadas a las milicias de Manchukuo.
Aunque no fue empleado durante la Segunda Guerra Mundial, a varios reclutas de los Cuerpos Voluntarios de Combate se les equipó con el fusil Murata y otras armas de fuego obsoletas.

## Variantes
- Tipo 13 (1880) Modelo preliminar (11 x 60 R). Fusil monotiro de cerrojo.
- Tipo 16 (1883) Carabina (11 x 60 R) derivada del Tipo 13, estructuralmente idéntica.
- Tipo 18 (1885) Versión final (11 x 60 R). Fusil monotiro de cerrojo.[14]
- Tipo 22 (1889) Calibre más pequeño (8 x 53 R). Depósito tubular para 8 cartuchos.[14]
- Carabina Tipo 22 (1889) variante del Tipo 22 original (8 x 53 R). Con depósito tubular para 5 cartuchos.
- Diversos modelos civiles, usualmente fusiles Tipo 13 y Tipo 18 retirados eran transformados en escopetas de cerrojo al eliminarles los rieles para bayoneta y el estriado del ánima.

## Usuarios
- Imperio del Japón[5]
  -  Ejército Imperial Japonés
- República de China: Algunos fusiles Tipo 13 fueron empleados por diversos ejércitos irregulares, incluso el Ejército de Fengtian.[15] Para 1931, los diferentes ejércitos chinos poseían alrededor de 98.000 fusiles.[16]
- Manchukuo: fue empleado por unidades de segunda línea.[13]